# Dino Baggio
Dino Baggio, italijanski nogometaš, * 24. julij 1971, Camposampiero, Italija.
Baggio je leta 2005 končal svojo nogometno kariero, ki jo je začel leta 1989; igral je za klube: Torino (1989–91), Inter (1991–92), Juventus (1992–94), Parma F.C. (1994–2000), Lazio (2000–03 in 2004–05), Blackburn Rovers (2003–04), Ancona (2004) in Triestina (2005).
Za italijansko nogometno reprezentanco je odigral 60 tekem in dosegel 7 golov.